# Филимоновская (Ставропольский край)
Филимо́новская — станица в Изобильненском районе (городском округе) Ставропольского края Российской Федерации.

## Варианты названия
- Филимоновское[2]
- Хутор Русский

## География
Станица расположена в степной зоне Ставропольской возвышенности в верховьях реки Татарка, в 12 км восточнее центра сельского поселения — станицы Каменнобродской.
Расстояние до краевого центра: 28 км.
Расстояние до районного центра: 25 км.

## История
Населённый пункт основан в 1873 году казаками станиц Новомарьевская и Каменнобродская.

Вначале новый хутор назывался Некрасовским (по фамилии переселенцев), а позже стал называться Русским или Татарским по названию речки, в долине которой он располагался. В 1915 году хутор получил статус станицы, названной Филимоновской в честь атамана Лабинского отдела полковника А. П. Филимонова. В дальнейшем он был первым выборным атаманом Кубанского казачьего войска. Атаман много сделал для дальнейшего развития и благополучия станицы.— Гаазов В. Л. «Ставрополь и его окрестности. Ставрополье в названиях»
До 2017 года станица входила в упразднённый Каменнобродский сельсовет.

## Население
| 1830 | 1869 | 1876 | 1882 | 1896 | 1916  | 1989 |
| ---- | ---- | ---- | ---- | ---- | ----- | ---- |
| 145  | ↗413 | ↗599 | ↘560 | ↗934 | ↗1798 | ↘875 |
| 2002 | 2010 | 2014 |      |      |       |      |
| ↘791 | ↗864 | ↗900 |      |      |       |      |

По данным переписи 2002 года, 87 % населения — русские.

## Инфраструктура
На территории станицы находятся Дом культуры, средняя общеобразовательная школа № 24. 
Медицинскую помощь оказывает фельдшерско-акушерский пункт.
Уличная сеть насчитывает 8 улиц (Восточная, Заречная, Мира, Новая, Подгорная, Пушкина, Родниковая, Чапаева) и 3 переулка (Горького, Садовый, Толстого).
Примерно в 3,5 км на юго-запад от здания по улице Мира, 21 расположено общественное открытое кладбище площадью 25 тыс. м².

## Транспорт
Два раза в день (утром и вечером) ходит автобус из Изобильного.

## Памятники
Памятники истории
- Памятник истории местного значения «Братская могила воинов, погибших в годы гражданской и Великой Отечественной войн» (1918—1920, 1942—1943, 1954 годы). Находится у здания Дома культуры[14].

Памятники археологии
- Поселение «Филимоновское» (VIII — X вв. н. э.). Расположено 2,5 км севернее центра станицы, на водоразделе реки Татарка и балки Сухой Лог[15].